# Medellín y Madero 2.ª Sección
Medellín y Madero 2.ª Sección es una localidad del municipio de Centro ubicado en la subregión centro del estado mexicano de Tabasco.

## Geografía
La localidad de Medellín y Madero 2.ª Sección se sitúa en las coordenadas geográficas 18°06′41″N 92°51′14″O / 18.111389, -92.853889, a una elevación de 9 metros sobre el nivel del mar.

## Demografía
Según el Censo de Población y Vivienda 2020, efectuado por el Instituto Nacional de Estadística y Geografía, la localidad de Medellín y Madero 2.ª Sección tiene 8,336 habitantes, de los cuales 4,071 son del sexo masculino y 4,265 del sexo femenino. Su tasa de fecundidad es de 1.73 hijos por mujer y tiene 2,323 viviendas particulares habitadas.
| Gráfica de evolución demográfica de Medellín y Madero 2.ª Sección entre 1940 y 2020 |
|                                                                                     |
| INEGI.                                                                              |